# Валіли
Валіли (пол. Waliły) — село в Польщі, у гміні Ґрудек Білостоцького повіту Підляського воєводства.
Населення — 235 осіб (2011).
У 1975-1998 роках село належало до Білостоцького воєводства.

## Демографія
Демографічна структура станом на 31 березня 2011 року:
|          | Загалом | Допрацездатний вік | Працездатний вік | Постпрацездатний вік |
| -------- | ------- | ------------------ | ---------------- | -------------------- |
| Чоловіки | 129     | 26                 | 89               | 14                   |
| Жінки    | 106     | 13                 | 57               | 36                   |
| Разом    | 235     | 39                 | 146              | 50                   |